# Atractodes podagricus
Atractodes podagricus är en stekelart som beskrevs av Per Abraham Roman 1909. Atractodes podagricus ingår i släktet Atractodes och familjen brokparasitsteklar. Arten är reproducerande i Sverige. Inga underarter finns listade.